# آسرانی
آسرانی (انگلیسی: Asrani؛ زادهٔ ۱ ژانویه ۱۹۴۱) کارگردان و هنرپیشه اهل کشور هند است. او در بیش از ۳۵۰ فیلم هندی به ایفای نقش پرداخته است. از فیلم‌هایی که وی در آن نقش داشته است می‌توان به میلی اشاره کرد.

## فیلم‌شناسی
فهرست برخی از فیلم‌هایی که آسرانی در آنها به ایفای نقش پرداخته است:
- باغبان
- میلی
- برادر من
- برای اینکه
- یک پسر یک دختر
- یک همسر باید مثل این باشد
- بی‌سروصدا
- بادیگارد
- آواره مجنون دیوانه
- مرد شجاع
- هزارتو
- کلک
- ادویه تند
- انسان
- دویدن در پیرامون
- عاشقان دیوانه می‌شوند
- جامبو
- بازیکن بین‌المللی
- این زندگی است
- بذله‌گو
- ترش و شیرین
- ضربه چپ و راست
- کسی که برنده می‌شود پادشاه است
- نفرت
- آغاز
- بی عدالتی
- جان من تو بگو
- محبوب
- خانم خوشگله قبول میکنه
- همه بهترین‌ها
- بول باچان
- تقلا
- گونداراج
- امتحان
- اعلان
- راجکومار
- آخر حماقت
- مهندی
- امروز آرجون
- آقای بزرگ آقای کوچک
- جریمه
- خون و عرق
- گفتگو
- کلک
- غرور
- راه سنگ
- ما هم انسان هستیم
- شاهزاده
- مقاومت
- خدای عشق
- پایان گناه
- صدای عدالت
- بوره روی طلا
- بحث کوچک
- ما ساخته‌ایم
- گردش
- بی‌خانمان خارجی
- گاهی نه گاهی
- وقت آواز
- شجاعت و تلاش
- سرگرم‌کننده
- زن متأهل
- قاضی
- آتش و شعله
- استاد
- قربانی
- غیرت
- گام نو
- مقصد
- تحفه
- سرکش
- بهترین دوست
- دیوانه روانی عاشق ۳
- شاکالاکا بوم بوم
- زندانی عشق
- مقابله
- درآمد هست آنه مخارج یک روپیه
- شلیک با چشم
- پول باشه یار هم میاد
- برو راهتو برو
- راجا داماد می‌شود
- دو چشم و دوازده دست
- مورانی قهرمان می‌شود
- آشپز
- فرزند پسر باید اینطور باشد
- قسمت
- دریا دل
- شنگرفی
- طبل
- عشق ۸۶
- طلای نقره‌ای
- استاد در بین همه استادان
- کوشش
- لیلی مجنون
- دهاتی‌های خوش‌شانس
- ساتیاکم
- نکاح
- کتاب مقدس رام
- شماره پدر
- سکه
- زبان مرد
- قاضی
- مهربانی تو
- طوفان آتش
- بدهی عشق
- طوفان نفرت
- گنگا در کشور شما
- حشیش
- دختر رؤیایی
- دل‌باخته
- قطار سوزان
- در نزدیکی
- من انتقام خواهم گرفت
- متهم شد
- زندانی
- وظیفه و قانون
- به صدای من گوش کن
- محدودیت
- حقیقت
- محبوبه
- عطر
- جهان طلایی
- حقیقت دروغین
- شهر عشق
- برنده
- دوستی دشمنی
- طوایف
- این عشق آسان نیست
- سلام خانم
- گاما
- تغییر روابط
- باروت
- عزت خانه
- راجا
- امور لکه‌دار
- دزد سر و صدا می‌کند
- معبد عشق
- به خاطر شما
- خانه خانوادگی
- یک اشتباه
- شوهر، همسر و اون
- من عاشق بهار هستم
- سوروسات عروسی راجا می‌آید
- به پدر شوهر گوش کن
- قرض
- اینجا خانه شماست
- مرد خوش‌شانس
- یکی بهتر از دیگری
- اگر آنجا نبودی
- عروس کودک
- ضمن همین صحبت
- دلسوز
- فاکیرا
- به من قسم بخور
- قهرمان هندوستانی
- ازدواج عاشقانه
- مال خودم
- پریچی
- عشق هرگز شکست نمی‌خورد
- سر و صدا
- دختر رؤیایی ۲
- توبه
- رام آوتار ام.ال.ای امروز
- تهاجم
- گفتگوی متقابل
- آتش
- خط آتش
- عشق اینجوری کجاست
- اجنبی
- آنامیکا
- نامناسب
- تقاضا
- هزار رنگ ما
- آن که رشد می‌کند ریش است
- بانفول
- خداحافظ
- برهما
- دور به دور
- بی‌شخصیت
- بابو حیله‌گر
- چالیا
- بحران دین
- ریاکار

## جوایز
وی همچنین برنده جوایزی همچون جوایز فیلم‌فیر شده است.